# Aveiro (Pará)
Pour les articles homonymes, voir Aveiro (homonymie).
Aveiro est une municipalité brésilienne située dans l'État du Pará.